# Station Zetten-Andelst
Station Zetten-Andelst is een spoorwegstation tussen Andelst en Zetten aan de spoorlijn Dordrecht - Elst, de Betuwelijn.

## Trein
| Serie       | Treinsoort         | Route                                          | Bijzonderheden             |
| ----------- | ------------------ | ---------------------------------------------- | -------------------------- |
| 31100 RS 33 | Stoptrein (Arriva) | Arnhem Centraal – Elst – Zetten-Andelst – Tiel | Stopt niet te Arnhem Zuid. |

## Bus
De bushalte bij het station is gelegen op de parkeerplaats van het station langs de Wageningsestraat. Het wordt aangedaan door twee buslijnen: de streeklijn 35 van Hermes tussen Bemmel en Zetten en de buurtbuslijn 237 tussen Heteren en Kesteren van Arriva.

## Stationsgebouw
Het stationsgebouw werd in het jaar 1898 gebouwd. Het gebouw is gelijk aan dat van station Obdam. Voor het omgekomen personeel van dit station tijdens de Tweede Wereldoorlog is een Plaquette voor het gevallen Spoorwegpersoneel met daarop 1 naam opgehangen.

## Afbeeldingen

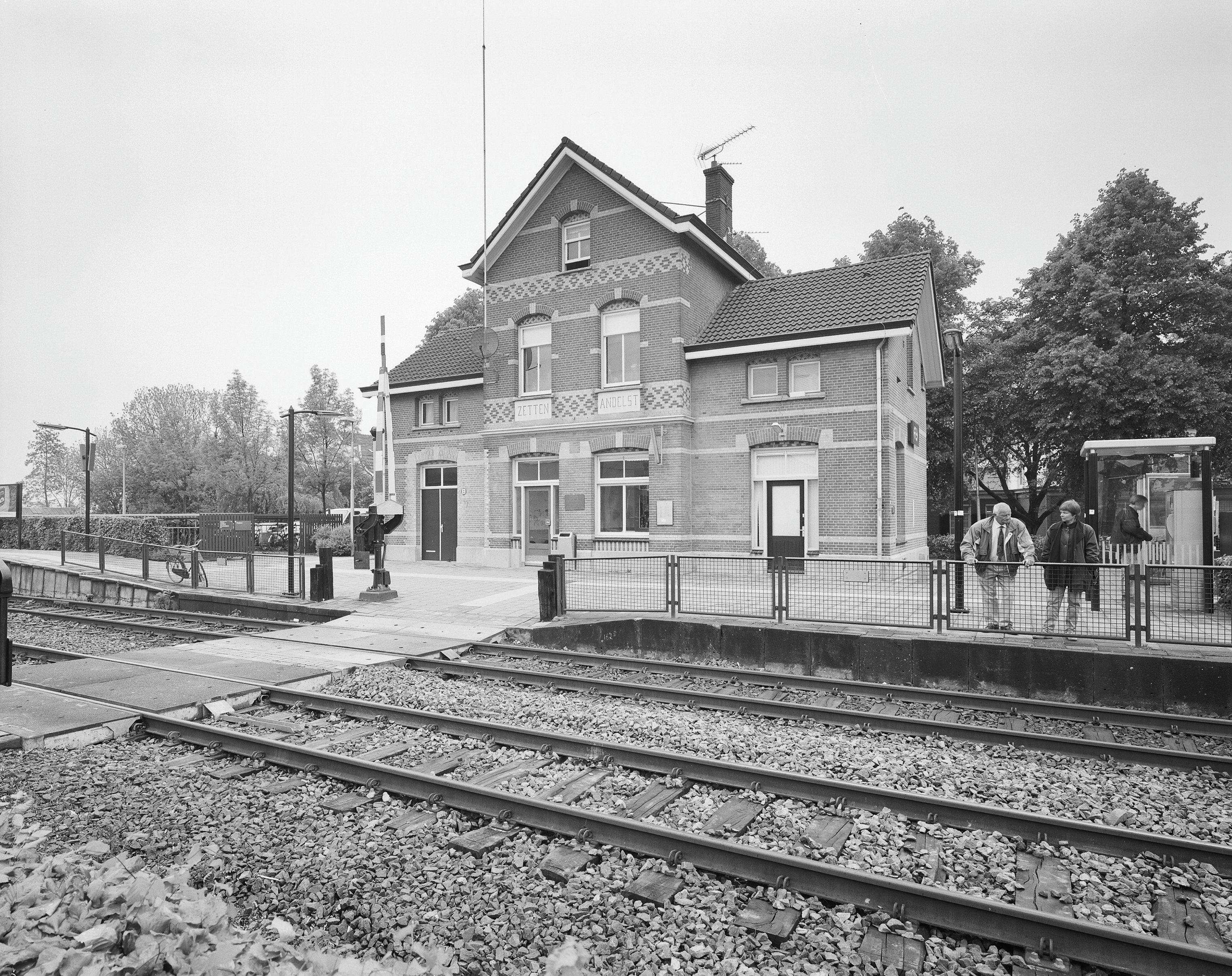
Station Zetten-Andelst in 1999
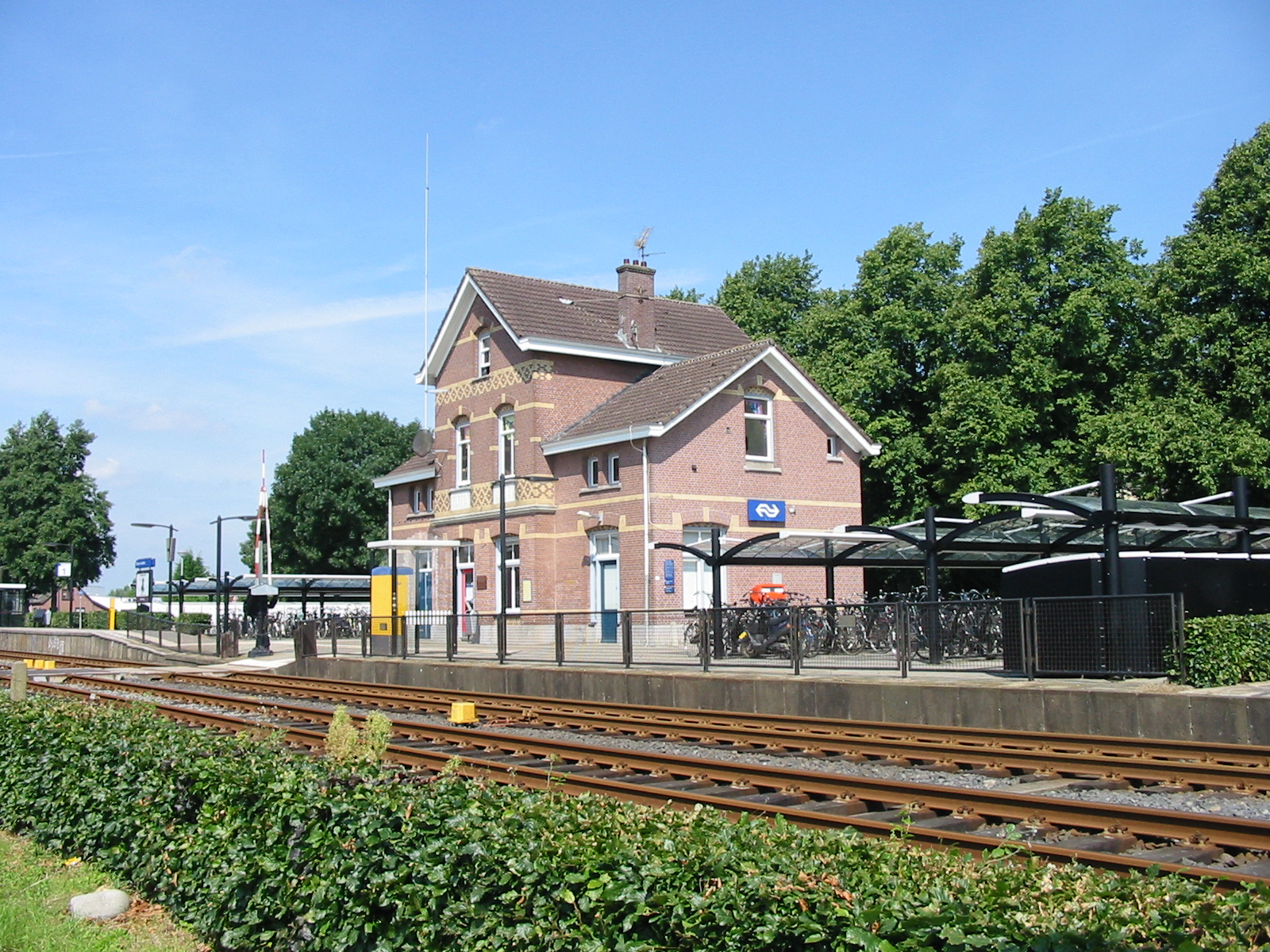
Station Zetten-Andelst
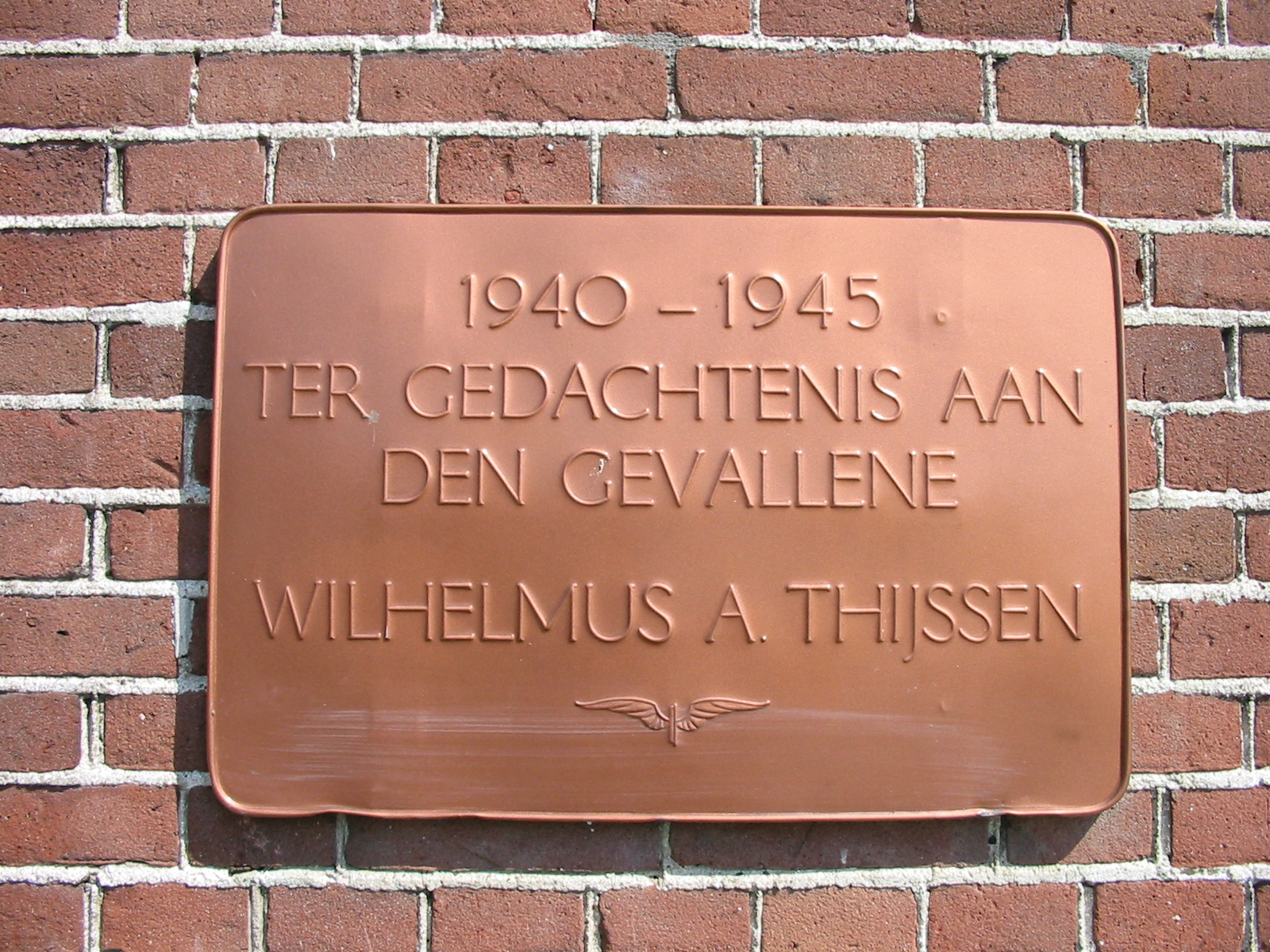
Plaquette voor het Gevallen Spoorwegpersoneel
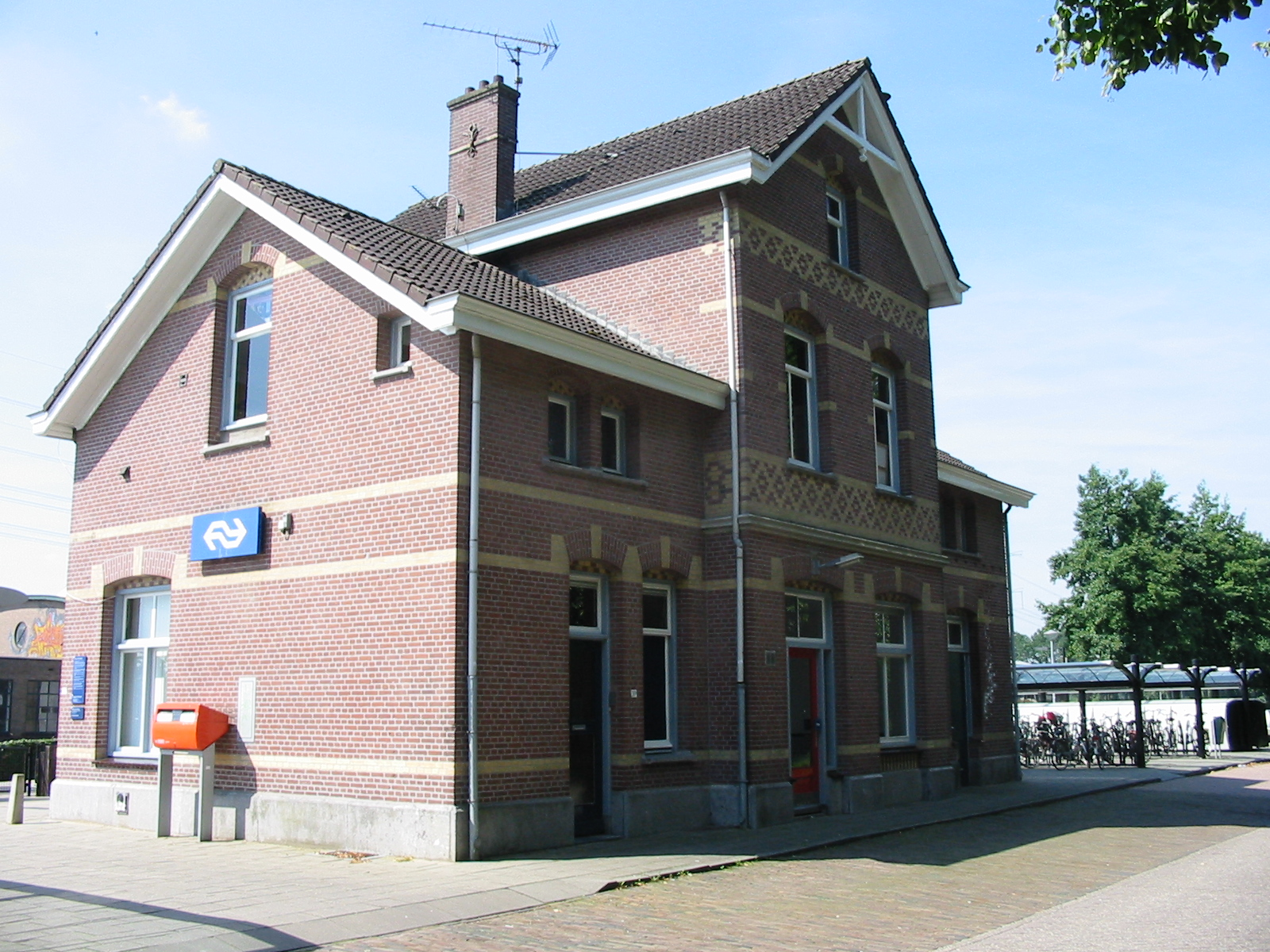
Station Zetten-Andelst
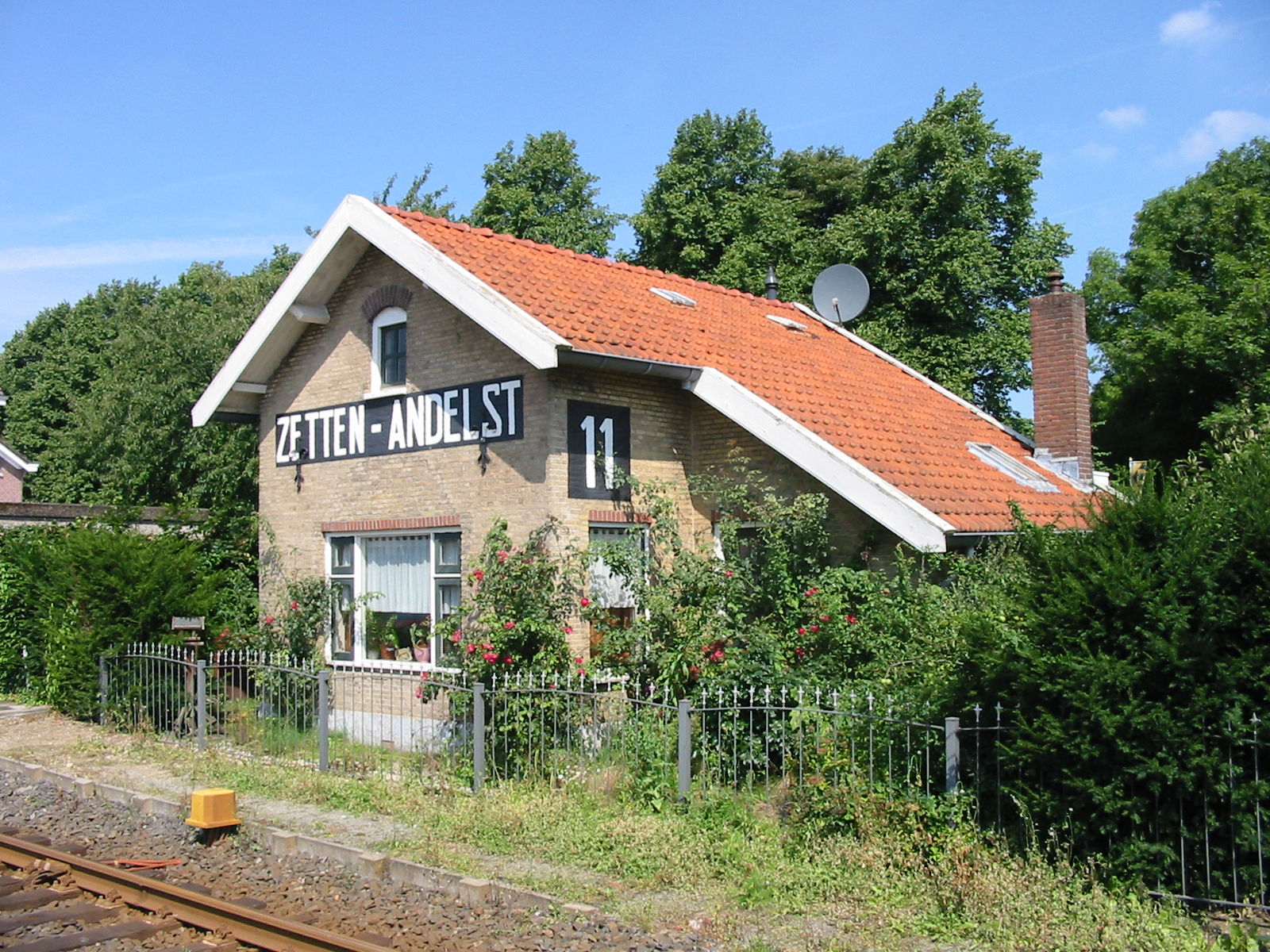
Voormalige wachtpost 11 bij station Zetten-Andelst
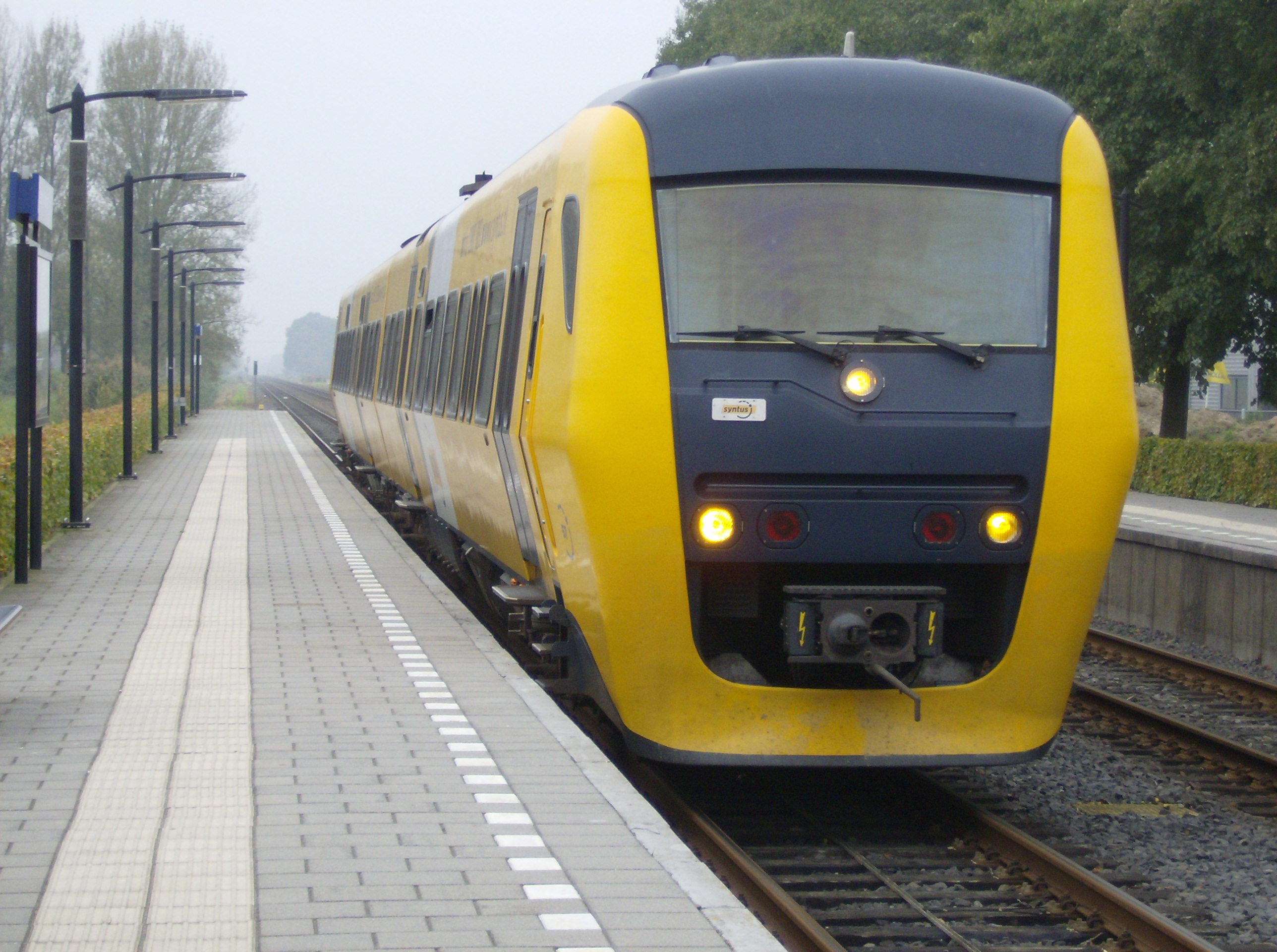
Buffel op het station
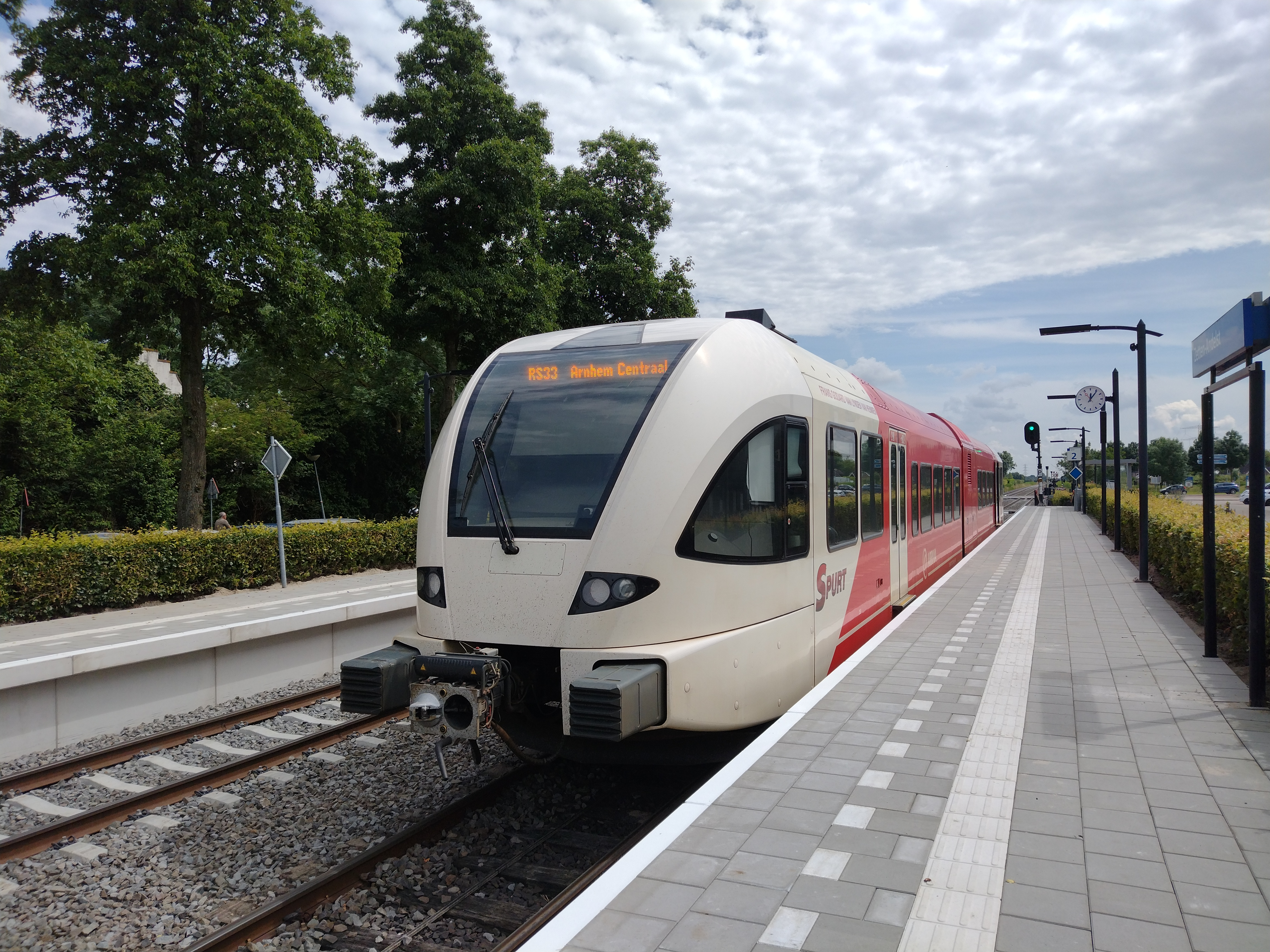
Arriva GTW op het station
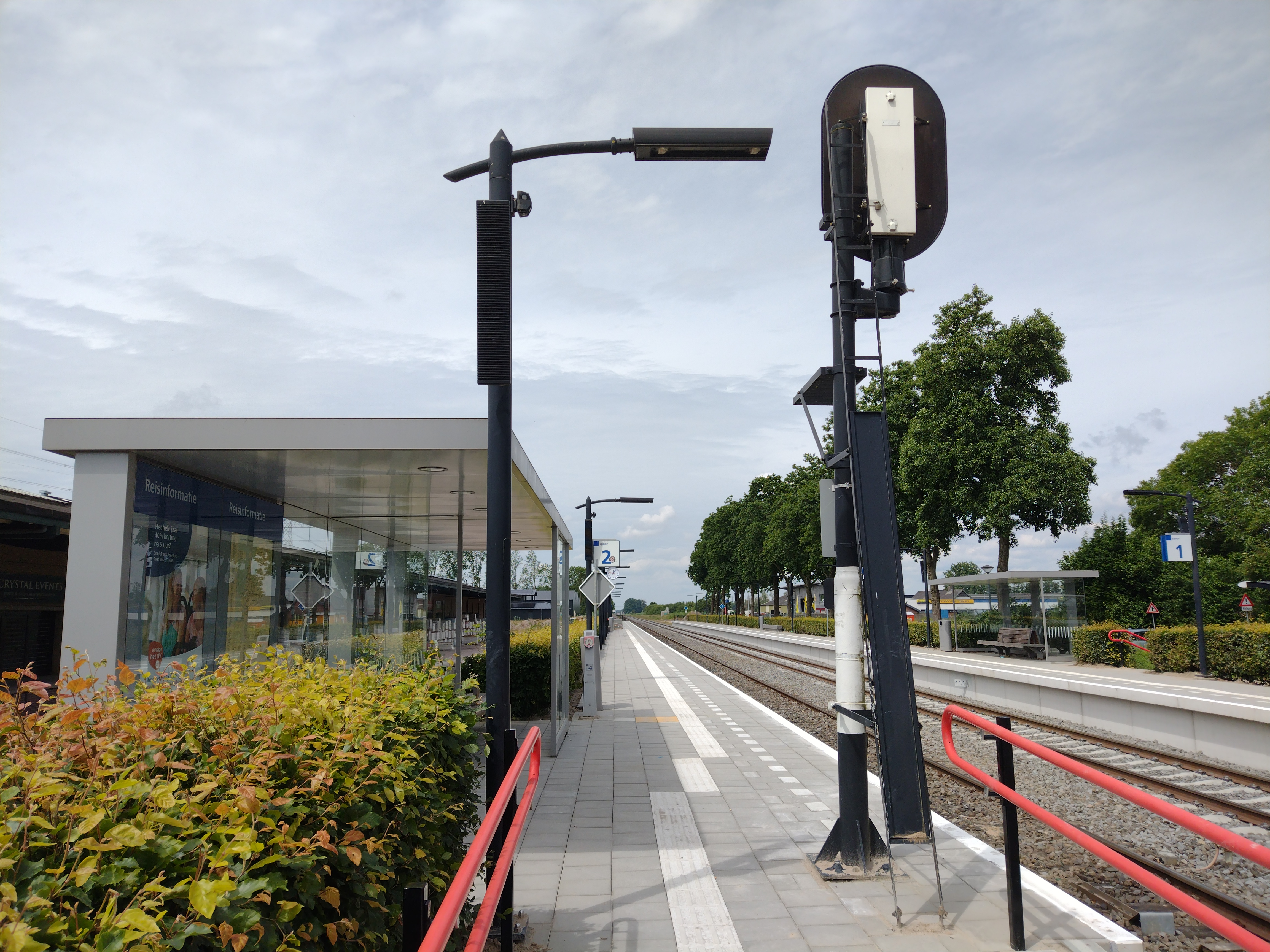
Perrons

0: Elst ·
1: Vork ·
6: Valburg ·
11: Zetten-Andelst ·
15: Hemmen-Dodewaard ·
17: Opheusden ·
21: Kesteren ·
25: Schaapsteeg ·
27: Echteld ·
33: Tiel ·
35: Tiel Passewaaij ·
37: Wadenoijen ·
41: Utrechtsche Straatweg ·
45: Geldermalsen ·
51: Beesd ·
55: Rhenoy ·
58: Leerdam ·
66: Arkel ·
Gorinchem Noord ·
71: Gorinchem ·
73: Schelluinen ·
75: Giessen-Nieuwkerk ·
77: Boven Hardinxveld ·
78: Hardinxveld-Giessendam (1885) ·
79: Hardinxveld-Giessendam (1957) ·
80: Gasfabriek ·
Hardinxveld Blauwe Zoom ·
84: Sliedrecht ·
87: Sliedrecht Baanhoek ·
90: 't Visschertje ·
91: Dordrecht Stadspolders ·
94: Dordrecht
Huidige stations:
Aalten ·
Apeldoorn · 
-De Maten · 
-Osseveld ·
Arnhem:
-Centraal · 
-Presikhaaf · 
-Velperpoort · 
-Zuid ·
Barneveld:
-Centrum · 
-Noord ·
-Zuid ·
Beesd ·
Brummen ·
Culemborg ·
Didam ·
Dieren ·
Doetinchem · 
-De Huet · 
Duiven ·
Ede:
-Centrum ·
-Wageningen ·
Elst ·
Ermelo ·
Gaanderen · 
Geldermalsen ·
't Harde ·
Harderwijk ·
Hemmen-Dodewaard ·
Kesteren ·
Klarenbeek ·
Lichtenvoorde-Groenlo ·
Lochem ·
Lunteren ·
Nijkerk ·
Nijmegen · 
-Dukenburg · 
-Goffert · 
-Heyendaal · 
-Lent ·
Nunspeet · 
Oosterbeek ·
Opheusden ·
Putten ·
Rheden ·
Ruurlo ·
Terborg ·
Tiel · 
-Passewaaij ·
Twello · 
Varsseveld · 
Veenendaal-De Klomp · 
Velp · 
Voorst-Empe · 
Vorden · 
Wehl ·
Westervoort · 
Wezep · 
Wijchen ·
Winterswijk · 
-West · 
Wolfheze · 
Zaltbommel · 
Zetten-Andelst · 
Zevenaar · 
Zutphen
Voormalige stations: lijst van voormalige spoorwegstations in Gelderland